# 5 Pułk Piechoty (Imperium Rosyjskie)

Twierdza Modlin: schemat przedstawiający rozmieszczenie głównych obiektów w 1915 (przedstawione są także obiekty obecnie nieistniejące)

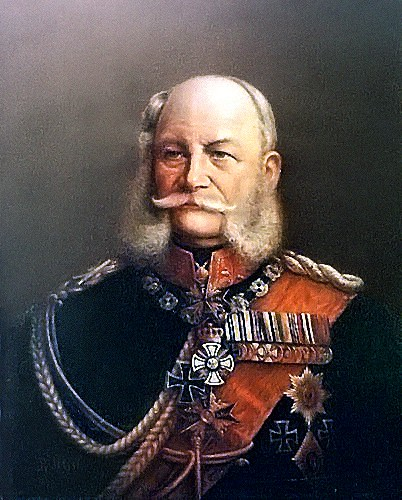
Wilhelm I Hohenzollern – patron 5 Kałuskiego Pułku Piechoty

5 Kałuski pułk piechoty Imperatora Wilhelma I (ros. 5-й пехотный Калужский Императора Вильгельма 1-го полк) – pułk piechoty okresu Imperium Rosyjskiego.

## Formowanie
- Sformowany 28 sierpnia 1805 [3] z dwóch batalionów wziętych z pułków muszkieterów: Sofijskiego i Litewskiego, za panowania cara Aleksandra I Romanowa, jako Kałuski Pułk Muszkieterów,
- 22 lutego 1811 przyjął nazwę: Kałuski pułk piechoty,
- 6 lutego 1818 przyjął nazwę: pułk piechoty Księcia Wilhelma Pruskiego,
- 28.01.1833 - do pułku dołączono 3 pułk morski i dokonano przeorganizowania całości pułku,
- 25.07.1840 przyjął nazwę: pułk piechoty im. Księcia  Pruskiego,
- 19.03.1857 przyjął nazwę: Kałuski pułk piechoty im. Księcia Pruskiego,
- 23.12.1860 przyjął nazwę: Kałuski pułk piechoty im. Jego Wysokości Króla Pruskiego,
- 25.03.1864 przyjął nazwę: 5 Kałuski pułk piechoty im. Jego Wysokości Króla Pruskiego,
- 17.02.1871 przyjął nazwę: 5 Kałuski pułk piechoty im. Jego Imperatorskiej Wysokości Imperatora Niemieckiego Króla Pruskiego,
- 27.02. 1888 przyjął nazwę: Kałuski pułk piechoty im. Imperatora Wilhelma I,
- 1 sierpnia 1914 przyjął nazwę: Kałuski pułk piechoty.

Rozformowany w 1918.

## Podporządkowanie
Lipiec 1914:
- 23 Korpus Armijny – Warszawa
  - 2 Dywizja Piechoty – Modlin
    - 1 Brygada Piechoty – Modlin
      - 5 Kałuski pułk piechoty – Modlin[5]

## Patroni
- 6.02.1818 - 27.02.1888 - książę Wilhelm Pruski
- 27.02.1888 - 16.06.1888 - król Prus Fryderyk III.

## Dowódcy
- 11.04.1911 - 7.03.1913 płk Konstanty Jakowlewicz Biciutko,
- 8 26.04.1913 - 1.04.1914 płk Nikołaj Pietrowicz Zinowiew,
- 2.09.1915 - po 1.01.1916 płk Aleksandr Pietrowicz Kabajew.

## Udział w wojnach
- 1812 - I wojna ojczyźniana (wojna rosyjsko-francuska)
- 1831 - tłumienie powstania listopadowego w Polsce
- 1877 - 1878 - wojna rosyjsko-turecka
- 1914 - 1918 - I wojna światowa

## Znaki wyróżniające
- Gieorgiewski sztandar pułkowy z napisem: "Za zdobycie Łowczy 22 sierpnia 1877 roku" i "1805 - 1905". Rozkaz Imperatora z 28.08.1905. Sztandar udekorowany Aleksandrowską Wstęgą Jubileuszową.
- Wyróżniony za zasługi wojenne. Wyróżnienie z 13.04.1818,
- Znaczki z napisem "Wyróżniający", na czapkach stanu osobowego. Wyróżnienie z 27.04.1814,
- Wyróżniony za waleczność w bitwie pod Bar-sur-Aube. Wyróżnienie z 15.02.1814,
- Trąby Gieorgiewskie z napisem "Za walki o Warszawę 25 i 26 sierpnia 1831". wyróżnienie z 6.12.1931.

Sztandar pułkowy został wyróżniony wstęgą przez króla pruskiego w 1868 r. Sztandar 4 batalionu został wyróżniony wstęgą 19.07.1888.
Pułk posiadał odznakę pułkową, ustanowioną 8.07.1911 r.  Złoty krzyż maltański pokryty emalią niebieska i czerwoną, na wieńcu z liści laurowych i dębowych. Ranty złote z krążkami. Na odznace napisy: "1805-1905" oraz "100 lat", a także monogramy: na górze imperatora Wilhelma I, w centrum na kole w kolorze czerwonym imperatora Mikołaja II. Miał też pułkowy znaczek dwustronny z napisami "Na pamiątkę stulecia 5 Kałuskiego Pułku Piechoty im. Imperatora Wilhelma I".